# Цукрові голови

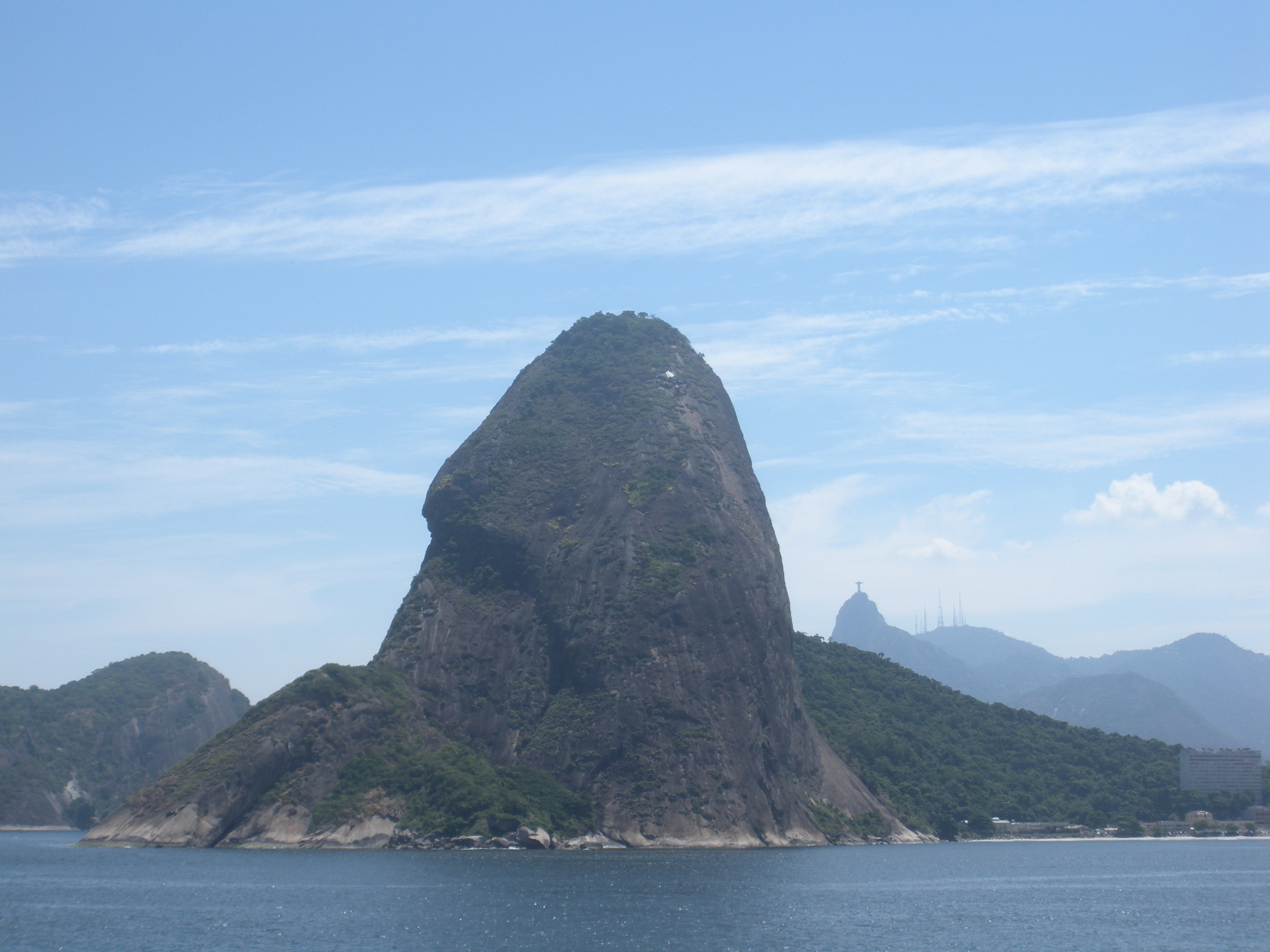
Цукрова голова. Ріо-де-Жанейро.

Цукрові голови (рос. ”сахарные головы”, англ. exfoliation domes; sugar-loaves; нім. Glockenberge m, Zuckerhutberge m) — крутосхилі скелясті височини округлої форми, складені частіше за все ґранітами. Форма вершин обумовлена, головно, інтенсивним фізичним вивітрюванням (десквамація). Трапляються у вологих тропіках Південної Америки, наприклад, в Ріо-де-Жанейро і його околицях.